# Ivan Abadžiev
Ivan Nikolov Abadžiev (in bulgaro Иван Николов Абаджиев?; trasl. angl.: Ivan Nikolov Abadzhiev; Novi Pazar, 12 febbraio 1932 – Colonia, 24 marzo 2017) è stato un sollevatore bulgaro.
Abadžiev è noto per aver sviluppato un proprio sistema, conosciuto come metodo bulgaro, che portò al successo la Federazione bulgara di sollevamento pesi durante gli anni '70 e '80 a discapito della supremazia sovietica presente in quegli anni.
Durante le olimpiadi a Seoul del 1988 e a Sydney del 2000, dei test antidoping eliminarono alcuni suoi allievi dalle competizioni, alimentando una discussione sui successi ottenuti in quegli anni dall'allenatore bulgaro.

## Carriera

### Sollevatore
Come concorrente attivo, vinse la medaglia d'argento ai campionati mondiali di sollevamento pesi del 1957.

### Allenatore
Dal 1968 al 1989 e di nuovo dal 1997 al 2000 è stato capo allenatore della Federazione bulgara di sollevamento pesi. Ha anche trascorso un periodo come capo allenatore della Federazione turca di sollevamento pesi alla fine degli anni '90. Durante la sua carriera, Abadžiev ha prodotto come allenatore 12 campioni olimpici, 57 campioni del mondo e 64 campioni europei. Grazie a tali successi venne definito come Il Papa del sollevamento pesi. Venne inoltre eletto per sei volte allenatore dell'anno della Bulgaria (1985, 1986, 1989, 1997, 1998 e 1999) mentre nel 2001 venne eletto sempre in riferimento al proprio Paese come l'allenatore del XX° secolo.
I campioni olimpici sotto la guida di Abadjiev per la Federazione bulgara di sollevamento pesi sono stati: Norajr Nurikjan, Yordan Bikov, Andon Nikolov (Monaco 1972), Yordan Mitkov, Norajr Nurikjan (Montreal 1976), Yanko Rusev, Asen Zlatev (Mosca 1980), Sevdalin Marinov, Borislav Gidikov (Seoul 1988) e Gălăbin Boevski (Sydney 2000).
Per la Federazione turca di sollevamento pesi i campioni olimpici allenati da lui sono stati invece Halil Mutlu e Naim Suleymanoglu (Atlanta 1996).